# Vetigastropoda
Die Vetigastropoda sind eine Überordnung der Unterklasse Orthogastropoda innerhalb der Schnecken. Bekannte Gruppen der Vetigastropoda sind die Schlitzbandschnecken (Pleurotomariidae) und die Seeohren (Haliotidae).

## Definition
Ponder und Lindberg (1997) listen sechs apomorphe Merkmale der Vetigastropoda auf, die die Monophylie der Gruppe begründen:
- epipodiale Sinnesorgane
- papillate Tentakeln
- Verdauungsdrüsen
- Lage der Nieren
- mehrere Statokonien (Teile der Gleichgewichtsorgane)
- Vorhandensein von besonderen Kiemensäckchen (Bursikel)

## Systematik
Die Umfang bzw. die Anzahl der Überfamilien innerhalb der Vetigastropoda ist noch nicht ganz gesichert. Bouchet und Rocroi listen 12 Überfamilien auf sowie drei Familien, die sie keiner der Überfamilien zuordnen konnten.
- Überordnung Vetigastropoda Salvini-Plawen, 1987
  - Überfamilie †Amberleyoidea Wenz, 1938
    - Familie †Amberleyidae Wenz, 1938
    - Familie †Nododelphinulidae Cox, 1960

  - Überfamilie †Eotomarioidea Wenz, 1938
    - Familie †Eotomariidae Wenz, 1938
    - Familie †Gosseletinidae Wenz, 1938
    - Familie †Luciellidae Knight, 1956
    - Familie †Phanerotrematidae Knight, 1956

  - Überfamilie Fissurelloidea Fleming, 1822
    - Familie Lochnapfschnecken (Fissurrellidae Fleming, 1822)

  - Überfamilie Haliotoidea Rafinesque-Schmaltz, 1815
    - Familie Seeohren (Haliotidae Rafinesque-Schmaltz, 1815)
    - Familie †Temnotropidae Cox, 1960

  - Überfamilie Lepetelloidea Dall, 1882
    - Familie Lepetellidae Dall, 1882
    - Familie Addisoniidae Dall, 1882
    - Familie Bathyphytophilidae Moskalev, 1978
    - Familie Caymanabyssidae Marshall, 1986
    - Familie Coccunellidae Moskalev, 1978
    - Familie Osteopeltidae Marshall, 1987
    - Familie Pseudococculinidae Hickman, 1983
    - Familie Pyropeltidae McLean & Haszprunar, 1987

  - Überfamilie  Lepetodriloidea McLean, 1988
    - Familie Lepetodrilidae McLean, 1988
    - Familie Clypeosectidae McLean, 1988
    - Familie Sutilizonidae McLean, 1989

  - Überfamilie Pleurotomarioidea Swainson, 1840
    - Familie Schlitzbandschnecke Pleurotomariidae Swainson, 1840
    - Familie †Catantostomatidae Wenz, 1938
    - Familie †Kittlidiscidae Cox, 1960
    - Familie †Phymatopleuridae Batten, 1956
    - Familie †Polytremariidae Wenz, 1938
    - Familie †Portlockiellidae Batten, 1956
    - Familie †Rhaphischismatidae Knight, 1956
    - Familie †Trochotomidae Cox, 1960
    - Familie †Zygitidae Cox, 1960

  - Überfamilie †Porcellioidea Koken, 1895
    - Familie †Porcelliidae Koken, 1895
    - Familie †Cirridae Cossmann, 1916
    - Familie †Discohelicidae Schröder, 1995
    - Familie †Pavlodiscidae Fryda, 1998

  - Überfamilie Scissurellpodea Gray, 1847
    - Familie Scissurellidae Gray, 1847
    - Familie Anatomidae McLean, 1989

  - Überfamilie Seguenzioidea Verrill, 1884
    - Familie Seguenziidae Verrill, 1884
    - Familie Chilodontaidae Wenz, 1938
    - Familie †Eucyclidae Koken, 1896
    - Familie †Laubellidae Cox, 1960

  - Überfamilie Trochoidea Rafinesque-Schmaltz, 1815
    - Familie Trochidae Rafinesque-Schmaltz, 1815
    - Familie Calliostomatidae Thiele, 1924
    - Familie †Elasmonematidae Knight, 1956
    - Familie †Eucochlidae Bandel, 2002
    - Familie †Microdomatidae Wenz, 1938
    - Familie †Proconulidae Cox, 1960
    - Familie Solariellidae Powell, 1951
    - Familie †Tychobraheidae Horny, 1992
    - Familie †Velainellidae Vasseur, 1880

  - Überfamilie Turbinoidea Rafinesque-Schmaltz, 1815
    - Familie Turbinidae Rafinesque-Schmaltz, 1815
    - Familie Liotidae Gray, 1850
    - Familie  Phasianellidae Swainson, 1840

die folgende Überfamilie wird von manchen Autoren auch als Ordnung oder Unterordnung zu den Orthogastropoda gestellt.
- - Überfamilie †Murchisonioidea Koken, 1896
    - Familie †Murchisoniidae Koken, 1896
    - Familie †Cheetneetnukiidae Blodgett & Cook, 2002
    - Familie †Hormotomidae Wenz, 1938

Die folgende Überfamilie wird von manchen Autoren als Ordnung Neomphalida zu den Eogastropoda gestellt.
- - Überfamilie Neomphaloidea McLean, 1981
    - Familie Neomphalidae McLean, 1981
    - Familie Melanodrymiidae Salvini-Plawen & Steiner, 1995
    - Familie Sutulizonidae McLean, 1989